# Istituto di ingegneria del mare
L'Istituto di ingegneria del mare (in acronimo INM; gia Istituto nazionale per studi ed esperienze di architettura navale, in acronimo INSEAN), è un istituto di ricerca scientifica nel settore dell'ingegneria navale e marittima nell'ambito del Dipartimento energia e trasporti del Consiglio nazionale delle ricerche. L'istituto, conosciuto anche come "Vasca navale", è stato fondato nel 1927 con lo scopo di offrire supporto allo sviluppo tecnico scientifico del settore navale e marittimo italiano e ha sede nella periferia sud di Roma all'esterno del Grande Raccordo Anulare in via Vallerano, tra la Pontina e la Laurentina. Il personale in servizio è costituito da ricercatori, tecnologi e tecnici oltre che da impiegati amministrativi.

## Storia
La moderna architettura navale è nata nella seconda metà del 19 secolo con lo sviluppo per l'effettuazione di esperimenti sui modelli in scala delle navi.
Dopo che in Gran Bretagna era stata completata nel 1871 la prima vasca navale ad opera di William Froude, in Italia è stata costruita la quinta vasca navale al mondo, ultimata nel 1889 a La Spezia, principalmente per merito del generale Corpo del genio navale (GN) Benedetto Brin, più volte ministro della Marina, e del generale GN Giuseppe Rota, considerato il padre della moderna architettura navale italiana, che è stato il primo direttore della Vasca navale di La Spezia e fondatore e primo presidente dell'INSEAN.
Con l'istituzione dell'Istituto venne realizzata una nuova vasca navale a Roma, non lontano dalla di basilica di San Paolo, di dimensioni superiori a quelle della Vasca di La Spezia. Oltre alla vasca, progettata da Cesare Leoni in collaborazione con la ditta Ferrobeton, vennero realizzate presso il lago di Nemi le attrezzature necessarie per la prova dei modelli.
Dopo la seconda guerra mondiale l'istituto è stato rifondato e il secondo presidente è stato fino al 1961 il generale GN Umberto Pugliese, progettista delle Littorio e del sistema di protezione antisommergibile denominato Cilindri Pugliese.
L'Istituto dispone dal 1962 di una nuova vasca navale realizzata con il contributo finanziario della Marina Militare e collabora con il Centro esperienze idrodinamiche della Marina Militare (CEIMM) la cui sede è adiacente all'INSEAN, con una porticina di comunicazione tra le due strutture. Il Centro esperienze idrodinamiche della Marina Militare si occupa soprattutto delle parti immerse e gestisce direttamente il Tunnel di Cavitazione, l'equivalente idrico di una galleria del vento, realizzato agli inizi degli anni sessanta. La vasca navale di San Paolo, dopo il trasferimento a via Vallerano è stata definitivamente chiusa nel 1974. La palazzina degli uffici ospita da diversi anni il Dipartimento di Ingegneria Civile, mentre più di recente è stato completato il recupero della vasca navale dalla quale è stato ricavato un edificio che oggi ospita il Dipartimento di Ingegneria dell'Università Roma Tre. L'intervento di ristrutturazione ed ampliamento dell'ex Vasca navale viene curato dal Dipartimento di Progettazione e studio dell'architettura dell'Università Roma Tre.
L'Istituto dispone di due bacini rettilinei, il più grande dei quali, con i suoi 470 metri di lunghezza è il 4º al mondo per dimensioni. oltre ai bacini l'Istituto dispone anche di due canali di circolazione in cui vengono svolti test sui campi di velocità e pressione nell'intorno di una carena, test di cavitazione di eliche ed appendici ed esperienze su timoni.
Il Centro esperienze idrodinamiche della Marina Militare, con la Vasca navale e il tunnel di cavitazione sono stati inaugurati nel febbraio 1964 dal Ministro della difesa Andreotti e dal presidente della Repubblica Segni.
IL CEIMM è alle dipendenze del Reparto studi e progetti mezzi e materiali (SPMM) dello stato maggiore della Marina. Dalle apparecchiature del tunnel di cavitazione CEIMM sono nate le eliche di tutte le navi della flotta della Marina Italiana.
Oltre alla collaborazione con la Marina Militare l'INM partecipa allo svolgimento di numerosi progetti di ricerca finanziati o cofinanziati da istituzioni nazionali ed internazionali e svolge anche attività di consulenza commissionate da partner istituzionali e industriali, tra cui la General Dynamics e la Us Navy. Tra le barche testate dall'INM prima della loro realizzazione, alcune barche italiane partecipanti all'America's Cup: Azzurra, Il Moro di Venezia, Luna Rossa.